# غلامحسین رحیمیان
غلامحسین رحیمیان (۱۲۸۲ باجگیران قوچان - ۱۳۶۵ کلاردشت مازندران) نمایندۀ مجلس شورای ملی بود. رحیمیان مبتکر ملی شدن صنعت نفت ایران و نخستین کسی است که طرحی قانونی برای ملی کردن نفت ایران تدوین کرد.

## ورود به سیاست
غلامحسین رحیمیان از رؤسای طایفه کوم کل  از طوایف کرد کرمانج شمال خراسان و پسر رحیم خان بود. در انتخابات چهاردهمین دوره مجلس شورای ملی در آبان ۱۳۲۲ در حوزه انتخابیه قوچان شرکت کرد و با کسب ۱۵۷۰۴ رأی از مجموع ۱۶۷۲۲ رأی که به صندوق‌ها ریخته شد به مجلس راه یافت. 

## «خون خائنین، داروی درد ایران»
رحیمیان در اوائل مجلس طرحی پیشنهاد داد که سید ضیاءالدین طباطبایی به عنوان مسبب کودتای سوم اسفند ۱۲۹۹ و همچنین رضا شاه پهلوی و وزیران او و کسانی که در فاصله کودتای سوم اسفند تا آن تاریخ (اردیبهشت ۱۳۲۳)، نمایندۀ مجلس یا متصدی ادارات و شرکت‌های دولتی بوده‌اند، همچنین «خائنین به میهن در قضیه شهریور ۱۳۲۰ و کشتار سمیرم و هفده آذر ۱۳۲۲ محاکمه و در صورت اثبات جرم، اعدام شوند. تجار، مقاطعه‌کاران، دلالان و همه کسانی که در طول دوره سلطنت رضا شاه، به نفع شخصی و به ضرر ملت سوء استفاده مالی کرده‌اند نیز محاکمه و در صورت اثبات جرم به زندان و مصادره اموال محکوم شوند. 
رحیمیان با قرائت طرح خود خطاب به نمایندگان مجلس گفت:

«پیکر ایران عزیز به واسطه خیانت های یک مشت دزد و بیایمان، مریض است. این مریض را به حرف نمی شود معالجه کرد. در صورتی که مایلید ایران را زنده کنید و این مریض ناتوان معالجه و جانی پیدا بکند، تنها دارویی که باعث شفا و بهبودی این مریض نیمه جان می باشد، خون خائنین است». 

با این که شانزده نمایندۀ مجلس این طرح را امضا کردند، طرح مذکور هیچ گاه در دستور کار مجلس گذاشته نشد.

## پیشنهاد لغو امتیاز نفت
رحیمیان در مجلس به جناح اقلیت پیوست و با  مصدق همراه شد. در دوازدهم آذر ۱۳۲۳ پس از آنکه مجلس به طرح مصدق رأی داد که اعطای امتیاز نفت به هر دولت یا شرکت خارجی را ممنوع می‌کرد، رحیمیان نیز خلال نطق خود که در مخالفت با رأی اعتماد به دولت سهام‌السلطان بیات بود، طرحی پیشنهاد داد تا امتیاز نفت جنوب که به شرکت انگلیسی دارسی واگذار شده بود لغو شود. او سپس این طرح را مکتوب کرد تا پانزده امضا جمع کند و در دستور کار مجلس بگذارد. هنگامی که طرح را برای امضا نزد دکتر مصدق برد، با خودداری او از امضا روبرو شد. دکتر مصدق شش سال بعد که خود پیشگام ملی شدن نفت و در واقع همان طرح رحیمیان شده بود، در نطقی از مجلس دلیل خود را در خودداری از امضا چنین عنوان کرد:
«الغاى امتیاز سبب مى‌شد که بر طبق یکى از مواد همان قرارداد اختلاف بین شرکت و دولت منجر به حکمیت شود و معایب حکمیت هم بر آقایان پوشیده نیست و چون تا آن وقت سیاست اعمال صاحب امتیاز و مضار معامله او تمام گفته نشده و ملت ایران از اوضاع رقت بار خود اطلاع کافى نداشت و سیاست بین‌المللى وقت هم اجازه نمى‌داد که در آن ایام از ملى شدن صنعت نفت در مجلس کم‌ترین اظهارى بشود و هیچ یک از نمایندگان هم غیر از من پیشنهاد آقاى رحیمیان را امضا نمى‌کرد، چون که اکثریت مجلس هواخواه سیاست انگلیس و نمایندگان حزب توده هم مى‌خواستند دولت شوروى همان امتیاز و مزایا را در شمال تحصیل کند و موازنه سیاسى به این طریق برقرار شود، بنابراین مجوزى نداشت که من آن را امضا کنم و از کارهایى که بعداً در آن مجلس به نفع ایران صورت گرفت از قبیل الغاى قرارداد دکتر میلیسپو که اختیارات او مخالف قانون اساسى بود و رد پیشنهاد کمیسیون سه جانبى موفقیت‌هاى دیگرى که نصیب آن مجلس شد محروم شوم».‏
این موضوع در کتاب عملیات چکمه از زبان غلامحسین رحیمیان چنین نقل شده است:

«روزی که طرح را در مجلس خواندم، رو کردم به مصدق و گفتم آقای  شما که طرح مفید دیروز را راجع به عدم اعطای هر گونه امتیاز به خارجی‌ها پیشنهاد کردید و تصویب شد، اکنون باید اولین کسی باشید که این طرح را امضاء می کنید. این را گفتم و از پشت تریبون پایین آمدم و یک‌سر رفتم به کنار مصدق و طرح را پیش روی او گرفتم که آن را امضاء کند.  مصدق گفت: من این طرح را امضاء نمی‌کنم و خواهش می کنم فردا بیا به خانه من تا در این باره با هم گفتگو کنیم. من حرفی نزدم و فردای ان روز رفتم به خانه مصدق. همین که من را دید از جایش پرید و صورت من را بوسید و گفت تو دیروز کار شجاعانه و وطن‌پرستانه کردی آفرین. گفتم پس چرا شما کار من را تایید نکردید؟  مصدق گفت: جان کلام همین جاست. تو که دیروز کار میهن‌پرستانه‌ای کردی حالا باید با یک کار میهنی دیگر آن را تکمیل کنی، گفتم چکار کنم؟ گفت اصرار در بردن این طرح به جلسه علنی مجلس نداشته باشی. با تحیر پرسیدم چرا؟ گفت اگر تو دیدی که دیروز مجلس طرح پیشنهادی من را با فوریت تصویب کرد، برای آن بود که طرح من در عین حالی که به روسها یا دولتهای دیگر لطمه می زند و دست آنها را از نفت ایران کوتاه می کرد، به منافع انگلیسیها زیانی نمی‌رسانید چون آنها امتیاز خودشان را داشتند و خوشحال هم می شدند که رقیب از سر راه برداشته شده است و به همین خاطر، کلیه نمایندگان طرفدار انگلیس طرح من را صمیمانه پذیرفتند و به آن رای موافقت دادند. ولی طرحی که تو آورده‌ای با طرح من خیلی فرق دارد. تو مستقیماً دست رد بر سینه انگلیس گذاشته‌ای و محال است که نمایندگان انگلیسی مجلس که متأسفانه عده‌شان هم زیاد است، بگذارند طرح تو به تصویب برسد. بعد گفت حالا فهمیدی من چرا دیروز از امضای طرح تو خودداری کردم؟ سخنان مصدق به دلم نشست و قلباً آنها را تایید کردم».

در سال ۱۳۲۹ که نمایندگان عضو جبهه ملی طرح ملی شدن نفت را مطرح کردند (رحیمیان در آن زمان دیگر نماینده نبود)، غلامحسین فروهر وزیر دارایی نیز که در مخالفت با این طرح در مجلس سخن می‌گفت به موضوع طرحی که رحیمیان داده بود، بدون ذکر نام او اشاره کرد:

«در دوره چهاردهم مجلس که یکى از آقایان نمایندگان مجلس طرح الغاى امتیازنامه ۱۹۳۳ را پیشنهاد نمود و با اصرار و التجاء و التماس و زارى از جناب آقاى دکتر مصدق امضاى آن را استدعا کرد، جناب معظم له به استدعاى او توجه نکرده و از امضاى آن استنکاف فرمودند».

رحیمیان در دوره پانزدهم نیز نمایندگی قوچان را در مجلس شورای ملی به عهده داشت.